# Кубок наслідного принца Катару 1997
Кубок наслідного принца Катару 1997 — 3-й розіграш турніру. Матчі відбулися з 29 квітня по 8 травня 1997 року між чотирма найсильнішими командами Катару сезону 1996—1997. Титул переможця змагання виборов клуб Аль-Арабі, котрий з рахунком 4:3 у серії післяматчевих пенальті після безгольових основного та додаткового часу переміг у фіналі Ар-Райян.
| Володар Кубка наслідного принца Катару 1997 |
| ------------------------------------------- |
|                                             |
| Аль-Арабі Перший титул                      |

## Формат
У турнірі взяли чотири найуспішніші команди Чемпіонату Катару 1996-1997.
- Чемпіон — «Аль-Арабі»
- Віце-чемпіон — «Ар-Райян»
- Бронзовий призер — «Аль-Іттіхад»
- 4 місце — «Ас-Садд»

## Півфінали

### Перші матчі
| 29 квітня 1997 |

| Ас-Садд | 0:0 | Ар-Райян |
| ------- | --- | -------- |
|         |     |          |

|  |

| 30 квітня 1997 |

| Аль-Іттіхад | 1:2 | Аль-Арабі |
| ----------- | --- | --------- |
| Шенайшил    |     | Ногуера   |

|  |

### Повторні матчі
| 2 травня 1997 |

| Ар-Райян  | 1:0 | Ас-Садд |
| --------- | --- | ------- |
| Аль-Еназі |     |         |

|  |

| 4 травня 1997 |

| Аль-Арабі | 2:3 пен. 5:3 | Аль-Іттіхад  |
| --------- | ------------ | ------------ |
| Ногуера   |              | Ндав А.Хаміс |

|  |

## Фінал
| 8 травня 1997 |

| Аль-Арабі | 0:0 пен. 4:3 | Ар-Райян |
| --------- | ------------ | -------- |
|           |              |          |

|  |